# MKS Ciechanów
Treść tego artykułu może nie być zgodna z zasadami neutralnego punktu widzenia.
Dokładniejsze informacje o tym, co należy poprawić, być może znajdują się w dyskusji tego artykułu.
 Po wyeliminowaniu niedoskonałości należy usunąć szablon {{Dopracować}} z tego artykułu.
MKS Ciechanów – polski klub piłkarski z Ciechanowa. W sezonie 2025/2026 występuje w V lidze, gr. mazowieckiej I.

## Informacje ogólne
Stan na 11 lutego 2016.
- Pełna nazwa: Miejski Klub Sportowy Ciechanów
- Rok założenia: 1927
- Adres: ul. 3 Maja 7, 06-400 Ciechanów
- Prezes: Marek Łebkowski
- Wiceprezes ds. ekonomiczno-organizacyjnych: Jarosław Balicki
- Wiceprezes ds. sportowych: Artur Kaczyński
- Sekretarz: Andrzej Podsiadlik
- Skarbnik: Dariusz Adamczyk
- Stadion: Stadion MOSIR
- Pojemność stadionu: 960
- Wymiary boiska: 110 × 65 m

## Sukcesy
- Gra w III lidze (ob. II liga): 1987/1988,
- IV runda Pucharu Polski: 1987/1988,
- Zdobywca Pucharu Polski na szczeblu okręgowym: 1979/1980, 1985/1986, 1987/1988, 1988/1989, 2009/2010, 2011/2012.

## Historia

### Dotychczasowe nazwy
- 1927–1939 – Strzelec Ciechanów
- 1945–1956 – Budowlani Ciechanów
- 1957 – MKS Jurand Ciechanów
- 1974 – Mazovia Ciechanów
- 1995 – MKS Ciechanów

### Początki
Inicjatywa utworzenia w Ciechanowie klubu piłkarskiego wyszła od członków Polskiej Organizacji Wojskowej (POW). Klubowi nadano nazwę „Strzelec”.
Z relacji Bonifacego Rutkiewicza wynika, że w Ciechanowie „Strzelca” założono w 1927 r. Był to klub jednosekcyjny. Jego siedziba znajdowała się w pobliżu dzisiejszego kościoła pod wezwaniem św. Tekli. Choć założycielami klubu była organizacja wojskowa, to członkowie „Strzelca” rekrutowali się również z ludności cywilnej. Wcześniej (czyli przed 1927 r.) grano w piłkę nożna w Ciechanowie. Jednak to dopiero „Strzelec” był pierwszym zorganizowanym klubem na terenie miasta. Oprócz niego istniały również drużyny żydowskie – Maccabi i Hapoel.
Przed wybuchem II wojny światowej „Strzelec” nie występował w żadnej klasie rozgrywkowej. Rozgrywał natomiast mecze towarzyskie z reprezentacjami sąsiednich miast, np. z Płońskiem, Mławą, Raciążem, Żurominem, Makowem Mazowieckim, czy Działdowem. Sukcesem ciechanowskich piłkarzy zakończył się mecz z Polonią Warszawa, jednym z najbardziej zasłużonych klubów w Polsce. Spotkanie rozegrano w Ciechanowie i zakończył się wynikiem 2:1. Wówczas zawody rozgrywano (tak jak i obecnie) na stadionie znajdującym się przy dzisiejszej ulicy 3 Maja. Baza sportowa była wtedy bardzo skromna. Zawodnicy przed spotkaniem przebierali się w drewnianym baraku obok stadionu.
Początki klubu były trudne. „Strzelec” nie zatrudniał trenera, który zająłby się procesem szkoleniowym. Zawodnicy zbierali się na stadionie kilka razy w tygodniu i samodzielnie organizowali zajęcia. Brakowało środków finansowych, które zagwarantowałyby klubowi odpowiedni poziom sportowy. Nie można było jednak marzyć o grze w którejkolwiek lidze, jeśli weźmie się pod uwagę potencjał ekonomiczny miasta, który był nadzwyczaj ubogi. Pieniądze czerpano głównie od drobnych zakładów pracy jak cukrownia, cegielnia, browar. Warto w tym miejscu przytoczyć w jaki sposób organizowano wyjazdy do innych miast. Mianowicie klub otrzymywał od browaru wóz służący do przewożenia beczek z piwem, zaprzężony w konie. Tym środkiem transportu zawodnicy udawali się na mecze do miast położonych 20–30 km od Ciechanowa.
Mimo takich warunków, „Strzelec” posiadał wielu oddanych piłkarzy oraz działaczy, jak Niewiadomski. Mieszkańcy miasta także interesowali się losami klubu i jego wynikami. Dowodem tego może być liczny udział widzów na spotkaniach rozgrywanych w Ciechanowie. Także na mecze wyjazdowe część z nich jeździła dopingując drużynę. W okresie międzywojennym w „Strzelcu”, oprócz Polaków, grali także Żydzi. Wyróżniającymi się zawodnikami, którzy mieli największy wpływ na postawę „Strzelca”, byli bracia Zalewscy, Paweł Jadusiński, Stanisław Hikiert, Tadeusz Kowalewski, Zygmunt Michalak, Nawrocki, Szczepaniak (późniejszy gracz warszawskiej Polonii i reprezentant kraju), bracia Błaszkowscy, Zbigniew Kosek oraz Gerymski.
Klub funkcjonował do wybuchu II wojny światowej, potem zawieszono działalność. Po ustaniu działań wojennych próbowano powrócić do tradycyjnej nazwy klubu, reaktywować go. Władze komunistyczne nie zgodziły się na to w myśl zasady, że to co było w przedwojennej Polsce, nie może być w nowej, socjalistycznej rzeczywistości. Postąpiono tak ze względów ideologicznych przekreślając w ten sposób dorobek i tradycje „Strzelca”, z którymi utożsamiało się większość mieszkańców miasta.

### Tuż po wojnie
Po zakończeniu wojny, tak jak większość dziedzin życia, piłka nożna także zaczęła normalnie funkcjonować. „Strzelec” nie znalazł swojego miejsca w ciechanowskim społeczeństwie. Istniały zespoły przyzakładowe, takie jak: Kolejarz, Spójnia oraz Budowlani. Swoje drużyny posiadały także organizacje młodzieżowe: Związek Walki Młodych – Zryw i Organizacja Młodzieży Towarzystwa Uniwersytetów Robotniczych. ZWM – Zryw prowadził także sekcje kolarską oraz organizował na stadionie wyścigi motorowe, które cieszyły się dużym powodzeniem wśród miejscowej młodzieży. W kilka lat po wojnie wszystkie wyżej wymienione zespoły oprócz ZWM – Zryw upadały, głównie ze względów finansowych. Do rozwoju ZWM – Zryw przyczynili się przede wszystkim Tadeusz Zalewski (jako jeden z pierwszych zaczął organizować w Ciechanowie piłkę nożną) i Tadeusz Gucio. Pod koniec lat 40. XX wieku ZWM – Zryw przybrał nazwę Energia, następnie zaś Budowlani.

### I połowa lat 50.
Budowlani występowali w klasie B. Klub borykał się z różnymi problemami, które odbijały się negatywnie na jego działalności. Małe zainteresowanie losami zespoły wykazywał Powiatowy Komitet Kultury Fizycznej i Związek Młodzieży Polskiej. Działacze klubu często spotykali się z różnymi szykanami, kpinami oraz odmowami pomocy ze strony zakładów pracy. Także sami zawodnicy przyczyniali się do takiego, a nie innego wizerunku klubu. Prowadzili nie higieniczny tryb życia, podczas meczów zachowywali się skandalicznie, były problemy z zebraniem ich wszystkich na spotkania. Również władze klubu na czele ze Stanisławem Petruczenką nie wykonywały należycie swoich obowiązków, dopuszczając m.in. do różnych wybryków zawodników. Atmosfera ta nie wpłynęła na właściwy rozwój piłki nożnej w Ciechanowie, spowodowała wręcz, że Budowlani w niedługim czasie przestali istnieć. Wyróżniającymi się piłkarzami Budowlanych byli m.in.: Tadeusz Grabarczyk, Witold Rogalski, Henryk Bońkowski, Nowotko, Dobrzyński, Puchalski, Kowalski i Cichocki.
Innym stowarzyszeniem sportowym działającym w mieście było koło sportowe „Ciechanowianka”, na którego czele stał prezes Władysław Żmijewski. Pomagali mu w codziennej pracy Jan Czapla i Jerzy Wodzyński. Działacze ci zabiegali, aby stadion miejski stał się własnością Ciechanowianki, ponieważ uważali, że w ten sposób ciechanowska piłka będzie miała lepsze perspektywy rozwoju. Wkrótce dopięli swego i stadion stał się własnością klubu. Z chwilą przejęcia stadionu ożywiła się działalność sportowa, przystąpiono do remontu zniszczonego obiektu. Jednak ten zapał został przytłumiony, ponieważ wykryto nadużycia w klubie. Wojewódzki Komitet Kultury Fizycznej wstrzymał dotacje. Klubowi działacze wszelkie niedomagania tłumaczyli brakiem funduszy. Stało się to przyczyną stagnacji, na pewien czas zawieszono działalność klubu. Niedługo potem zmieniono nazwę klubu na Jurand. Pomysłodawcami nadania właśnie tej nazwy byli Bonifacy Rutkiewicz, zasłużony działacz Juranda, oraz Witold Rogalski, były piłkarz „Ciechanowianki”, potem działacz Juranda. Nazwa klubu nawiązywała do historycznej postaci – Juranda – uwiecznionego na kartach powieści Henryka Sienkiewicza „Krzyżacy”. Zmiany nazwy klubu dokonano po walnym zebraniu klubu w 1957 r., które odbyło się w Domu Kultury przy ulicy Warszawskiej. Pierwszym prezesem Juranda został Władysław Żmijewski. W początkowym okresie działalności klubu nie zatrudniono trenera, który fachowo zająłby się zespołem. Oprócz sekcji piłki nożnej Jurand prowadził także sekcje piłki siatkowej, piłki ręcznej, koszykówki oraz kolarstwa. Piłkarze pod nazwą Juranda występowali począwszy od 1957 r. w klasie B. Zajęcia prowadził czynny zawodnik Lubieniecki. Pomimo dobrych wyników drużyny w rozgrywkach klasy B, w tym zajęcia w sezonie 1957 drugiego miejsce w końcowej tabeli, klub nie był wolny od rozmaitych problemów, przede wszystkim finansowych. Miejscowe zakłady pracy nie były skłonne wspierać zespół Jurandu.

### Lata 50. i 60.
Na przełomie lat 50. i 60. Jurand w dalszym ciągu grał w klasie B. Był to wówczas V poziom rozgrywkowy na terenie województwa warszawskiego, w którym była jedna grupa klasy A, dwie grupy klasy B oraz kilka grup klasy C. Wyżej były już tylko III, II oraz I liga. W tym okresie klub należał do Federacji Budowlanych z racji jego usytuowania przy Powiatowym Przedsiębiorstwie Budownictwa Terenowego. Federacja jednak nie interesowała się należycie klubem. Jako przykład można podać fakt, że np. w 1961 r. klub potrzebował na swoją działalność 100 tys. zł, a federacja przyznała mu tylko 18 tys. zł. Brakowało nawet pieniędzy na opłacenie sędziów. Poza dochodami z wpływów uzyskanych ze sprzedaży biletów Jurand od czasu do czasu organizował zabawy taneczne. Sprzedawano ponadto trawę skoszoną z przyległych do stadionu terenów. Środki, głównie w postaci sprzętu sportowego przekazywał Powiatowy Komitet Kultury Fizycznej i Turystyki. Swoją cegiełkę dokładały miejscowe zakłady pracy: Zakład Energetyczny Przedsiębiorstwo Budowlane, Zakłady Jajczarskie, Chłodnia (choć żadna z nich nie pomagała w żaden sposób). Pracę działaczy należy określić jako złą. Prezes Wacław Rogacewicz oraz wiceprezes Musiałkowski nie interesowali się we właściwy sposób losem klubu. Doszło do tego, że mecze wyjazdowe musiał organizować PKKFiT. Nad sytuacja Juranda radziła Powiatowa Rada Narodowa (PRN). Uchwały podjęte podczas posiedzenia zalecały miejscowym zakładom pracy udzielenie pomocy klubowi. Miała to być pomoc ze znalezieniem ludzi chętnych i oddanych w charakterze działaczy. I znaleziono takich ludzi. Byli to wiceprezes klubu Bonifacy Rutkiewicz, Ryszard Olszewski i Józef Jędrzejewski. Inni działacze wchodzący w skład zarządu na czele z prezesem Kozłowskim oceniani byli jednak negatywnie.
Klub po okresie w którym nie zatrudniano trenera, przyjął pierwszego w dziejach ciechanowskiego futbolu prawdziwego fachowca – Fortasiewicza (od 1959 r.), potem Michalskiego, następnie Jerzego Dylewskiego. Ten ostatni został trenerem Juranda w 1961 r. Był on piłkarzem Świtu Nowy Dwór, wtedy czynnym hokeistą Znicza Pruszków. Z nim związany jest największy sukces Juranda w tamtym okresie – awans do klasy A w sezonie 1961/62. Zawodnikami którzy przyczynili się do tego byli: Jan Gajewniak, Wojciech Kowalski, Andrzej Szymański, Tadeusz Konopa, Wiesław Gronkiewicz, Tadeusz Garbarczyk, bracia Henryk i Jerzy Bońkowscy, Żeleźnicki, Jan Fabisiak (były zawodnik Górnika Wałbrzych), Tadeusz Zawadzki, Kwiatkowski. Klubowa kadra rekrutowała się głównie z miejscowej młodzieży, uczniów Liceum Ogólnokształcącego im. Zygmunta Krasińskiego, których nauczycielem wychowania fizycznego był Stanisław Hikiert. Był to świetny sportowiec, specjalizował się wielu dziedzinach sportu m. In. Trenował piłkę nożną, lekką atletykę, koszykówkę. Później był wspaniałym wychowawcą, pedagogiem i trenerem kilku pokoleń mieszkańców miasta.
Jurand współpracował z miejscową jednostką wojskową. Żołnierze zasadniczej służby wojskowej, a także oficerowie zasilali szeregi klubu. W latach 60. przynajmniej 2-3 zawodników podstawowego składu było żołnierzami. Najbardziej znani z nich to wymieniany wyżej porucznik Kwiatkowski, Waldemar Myśliwiec (b. piłkarz Czarnych Jasło), bracia Myślińscy, Witold Rogalski, Jacek Wernik, Eugeniusz Lubieniecki, Stanisław Chlewa.
A rok po awansie Juranda do klasy A w zarządzie klubu nastąpiły zmiany. Prezesem został przewodniczący PRN Zdzisław Barwiński a wiceprezesem Klęsk. Kibice oraz działacze klubu wiązali z tym faktem duże nadzieje uważając, że dają oni duże gwarancje, że działalność Juranda potoczy się bardziej wartkim nurtem.
Po trzech latach występów w klasie A piłkarze Juranda w sezonie 1964/65 przeżyli gorycz spadku do klasy B. Na zebraniu sprawozdawczo – wyborczym dokonano analizy dotychczasowego stanu działalności klubu. Wysunięto następujące wnioski: stabilizacja działania zarządu (nie zmieniać członków zbyt często), właściwa realizacja planów zagwarantuje wpływy pieniężne, uporządkowanie dokumentacji, baczniejsze przyjrzenie się pracy trenerów (postawa moralna, tolerowanie picia alkoholu przez zawodników). Możliwości wyjścia z dotychczasowego stanu rzeczy upatrywano w następujących czynnikach: ściślejsza współpraca z jednostką wojskową oraz z zakładami pracy, praca z młodzieżą w ramach „dzikich drużyn”. Dokonano wyboru nowego prezesa, został nim Stanisław Zakrzewski.
W 1967 r. Jurand zmienił patronującą mu federację, przechodząc ze Zrzeszenia Sportowego Budowlani do ZS Start. Obiecywano sobie po tym bardzo dużo. Dotacje miały być wyższe, zapowiadano dopływ nowych kadr działaczy, zamierzano rozszerzyć działalność. Tak miało być. Tymczasem Jurand znalazł się na krawędzi przepaści. Na zajęcia przychodziło 2-3 zawodników. W 1968 r. ZS Start przyznał Jurandowi dotacje w wysokości 100 tys. zł na działalność, na konserwację obiektów 85 tys. zł, na kapitalny remont stadionu 660 tys. zł. W 1969 r. utrzymano w tej samej wysokości dotacje na konserwację budynków, natomiast zmniejszono na działalność do 70 tys. zł. Wysokość dotacji była związana z uzyskiwanymi wynikami. Niestety Jurand po ponownym awansie do klasy A w sezonie 1968/69 po raz kolejny musiał pożegnać się z tą klasą rozgrywkową. Dlatego zmniejszono dotacje. Jurand pogrążył się w kryzysie. Przyczynami jego były: mała liczba oddanych, żyjących sprawami klubu działaczy, słaba współpraca ze szkołami, brak zainteresowania losami klubu ze strony zakładów pracy. Jurand, jako klub należący do ZS Start, a więc do federacji grupującej spółdzielczość pracy, nie nawiązał współpracy ze Spółdzielnią Pracy Usług Wielobranżowych i Powiatową Spółdzielnią Zaopatrzenia i Zbytu, które to zakłady miały patronować klubowi, desygnować działaczy. Pracę klubowi utrudniał przeciągający się remont stadionu. Były jednak przesłanki, żeby kryzys zażegnać. Zainteresował się klubem sekretarz Komitetu Powiatowego Polskiej Zjednoczonej Partii Robotniczej Tadeusz Woźniak. Z jego inicjatywy odbyło się kilka narad z przedstawicielami zakładów pracy. Miały one objąć patronatem klub oraz przyjść mu z pomocą finansową i sprzętową. Nowym prezesem został Aleksander Kopka, z którym wiązano duże nadzieje na poprawę warunków egzystowania klubu.
Głęboki kryzys trawiący Juranda nie został przezwyciężony. Po ponownym awansie do klasy A w sezonie 1970/71 rok później Jurand znowu zasilił szeregi grupy pułtuskiej klasy B. Nie dość, że piłkarze spadli o klasę niżej, nie spełniali nadziei także szczypiorniści i koszykarze, nie reaktywowano działalności sekcji piłki siatkowej. Nie było dopływu młodzieży do klubu, chociaż Ognisko Towarzystwa Krzewienia Kultury Fizycznej (TKKF) organizowało turnieje niezrzeszonych drużyn piłkarskich o puchar redakcji „Trybuny Mazowieckiej”. W klubie panował bałagan i zła gospodarka. Klub otrzymywał rocznie na działalność ok. 900 tys. zł. Do tego dochodziły fundusze otrzymywane z nadwyżek budżetowych, dotacje z zakładów pracy, darowizny, dochody własne. Środki te były jednak niewłaściwie wydawane. Impasu, w jakim znalazł się klub, należało szukać w niedowładzie organizacyjnym ludzi nim kierujących, w nieodpowiedniej selekcji działaczy. Do problemów dochodziły kłopoty z kiepską bazą sportową Juranda. Sprawa działalności klubu stała się przedmiotem obrad plenum KP PZPR oraz Miejskiej Rady Narodowej.

### Lata 70.
Trwały kryzys, który ogarnął Juranda, stał się przyczyną rozwiązania sekcji piłki nożnej w klubie. Poza piłką nożną rozwiązano sekcję koszykówki pozostawiając jedynie piłkę ręczną.
Likwidacji sekcji piłki nożnej w klubie dokonał przewodniczący Powiatowego Komitetu Kultury Fizycznej (PKKF) Zdzisław Moszczyński. Uważał on, że nie warto dalej finansować tej dyscypliny w takim kształcie organizacyjnym i zamierzał reaktywować piłkę nożną w mieście w innej formie.
W Ciechanowie już od dosyć dawna organizowano zakładowe rozgrywki piłkarskie. Jednym z zakładów, przy którym istniała drużyna piłki nożnej, był Zakład Narzędzi „Vis”. Na bazie właśnie tej drużyny Powołano w 1974 r. sekcję piłki nożnej w Mazovii (klub założono w 1967 r.). W tym klubie najsilniejszą sekcją, z której szeregów wyszło wielu mistrzów Polski, uczestników igrzysk olimpijskich i mistrzostw Europy i świata, była sekcja podnoszenia ciężarów.
Środki finansowe, które były przeznaczone na działalność piłki nożnej w Jurandzie, przeniesiono do Mazovii. Gros zawodników Juranda, zorientowawszy się w zaistniałej sytuacji, przeszło do Mazovii. Zostały tylko w Jurandzie głębokie rezerwy i juniorzy. Ale ci, którzy zostali, także zrezygnowali z dalszego uprawiania piłki nożnej w tym klubie.
Zespół Mazovii zgłoszono do rozgrywek w klasie B. W sezonie 1974/75 drużyna radziła sobie w miarę dobrze, zajmując w końcowej tabeli grupy Nowy Dwór 4. miejsce. Pierwszym trenerem Mazovii był Jerzy Szmit.

### Lata 80.
Sezon 1986/1987 okazał się przełomowy dla Mazovii ze względu na wywalczenie awansu do ówczesnej III ligi. Umożliwiło to rywalizację m.in. ze Stomilem Olsztyn czy Wigrami Suwałki. Ostatecznie klub zajął 11. miejsce, co oznaczało ponowny spadek na IV szczebel rozgrywkowy.

## Sezon po sezonie
| Sezon     | Liga                                       | Pozycja | Punkty | Bramki | Uwagi  |
| --------- | ------------------------------------------ | ------- | ------ | ------ | ------ |
| 2001/2002 | IV liga (grupa: mazowiecka północ)         | 8       | 45     | 69:65  |        |
| 2002/2003 | Mazowiecka Liga seniorów (północ)          | 11      | 37     | 17:40  | awans  |
| 2003/2004 | V liga (grupa: mazowiecka północ)          | 11      | 34     | 63:72  |        |
| 2004/2005 | V liga (grupa: mazowiecka północ)          | 4       | 48     | 57:37  |        |
| 2005/2006 | V liga (grupa: mazowiecka północ)          | 5       | 54     | 75:44  |        |
| 2006/2007 | V liga (grupa: mazowiecka północ)          | 10      | 37     | 48:61  |        |
| 2007/2008 | V liga (grupa: mazowiecka północ)          | 8       | 21     | 50:43  | awans  |
| 2008/2009 | IV liga (grupa: mazowiecka północ)         | 10      | 40     | 41:50  |        |
| 2009/2010 | IV liga (grupa: mazowiecka północ)         | 9       | 42     | 55:52  |        |
| 2010/2011 | IV liga (grupa: mazowiecka północ)         | 9       | 13     | 41:69  | baraż  |
| 2011/2012 | IV liga (grupa: mazowiecka północ)         | 15      | 27     | 34:56  | spadek |
| 2012/2013 | Liga okręgowa (grupa Ciechanów-Ostrołęka)  | 2       | 63     | 89:34  | awans  |
| 2013/2014 | IV liga (grupa: mazowiecka północ)         | 6       | 57     | 68:64  |        |
| 2014/2015 | IV liga (grupa: mazowiecka północ)         | 14      | 34     | 58:74  |        |
| 2015/2016 | IV liga (grupa: mazowiecka północ)         | 7       | 53     | 56:39  |        |
| 2016/2017 | IV liga (grupa: mazowiecka północ)         | 2       | 50     | 60:27  |        |
| 2017/2018 | IV liga (grupa: mazowiecka północ)         | 12      | 34     | 39:47  |        |
| 2018/2019 | IV liga (grupa: mazowiecka północ)         | 16      | 21     | 25:87  | spadek |
| 2019/2020 | Klasa okręgowa (grupa Ciechanów-Ostrołęka) | 5       | 26     | 41:20  |        |
| 2020/2021 | Klasa okręgowa (grupa Ciechanów-Ostrołęka) | 3       | 56     | 72:35  |        |
| 2021/2022 | Klasa okręgowa (grupa Ciechanów-Ostrołęka) | 2       | 70     | 91-28  | awans  |
| 2022/2023 | V liga (grupa: mazowiecka I)               | 7       | 42     | 46-49  |        |
| 2023/2024 | V liga (grupa: mazowiecka I)               | 12      | 29     | 36-68  | spadek |
| 2024/2025 | Klasa okręgowa (grupa Ciechanów-Ostrołęka) | 1       | 71     | 91-32  | awans  |

| Oznaczenie kolorami |
| ------------------- |
| Awans               |
| Spadek              |

## Aktualna kadra

### Sztab szkoleniowy
Stan na 31 marca 2017.
- Trener: Mariusz Mikłowski
- Asystent: Tomasz Piasecki
- Trener bramkarzy: Marek Sobiech
- Kierownik: Roman Chotkowski
- Masażysta: Rafał Podgórny